# Austria (Schriftart)

Autobahnschild mit Engschrift Austria bei den Ortsbezeichnungen

Autobahnschild mit Mittelschrift Austria bei den Ortsbezeichnungen

Die Schriftart Austria ist die ehemalige Normschrift für Verkehrszeichen in Österreich. Sie wird in Eng- und Mittelschrift unterschieden.
Seit 2013 wird diese Schrift von der TERN abgelöst, die seit 2010 getestet wurde. Dies geht auf ein EU-Projekt zurück. Für die zum Teil besonders langen Ortsnamen in Österreich musste aber – wie bei der Vorgängerschrift Austria – eigens eine Engschrift entworfen werden. Da bestehende Verkehrszeichen nicht vorzeitig getauscht werden, wird die Austria weiterhin für viele Jahre auf Österreichs Straßen zu sehen sein.

## Ähnlichkeiten und Unterschiede zur DIN 1451
Beide Schriftarten gehen auf die Musterzeichnung IV 44 von 1906 zurück, die von der unter preußischer Federführung stehenden Preußisch-Hessischen Eisenbahngemeinschaft für Beschriftungen von Schienenfahrzeugen normiert wurde. Beide Schriftarten weisen daher eine Reihe von Gemeinsamkeiten auf. Signifikante Unterschiede sind jedoch:
- der Querbalken des Großbuchstaben A ist in Austria eine, in DIN 1451 zwei Strichbreiten von der Grundlinie entfernt
- der Bogen des Großbuchstaben J ist in Austria ein Halbkreis, in DIN 1451 lediglich ein 3/8-Kreis